# Gallatin River Ranch
Gallatin River Ranch – jednostka osadnicza w Stanach Zjednoczonych, w stanie Montana, w hrabstwie Gallatin.